# La Puntilla (Tinogasta)
La Puntilla es una localidad del departamento Tinogasta, en el oeste de la provincia argentina de Catamarca. Constituye una comuna del municipio de Tinogasta.

## Población
Cuenta con 279 habitantes (Indec, 2001). Junto con la localidad de Copacabana, forman un aglomeramiento urbano de 785 habitantes (Indec, 2001) lo que representa un incremento del 15% frente a los 683 habitantes (Indec, 1991) del censo anterior.